# 白格利納區

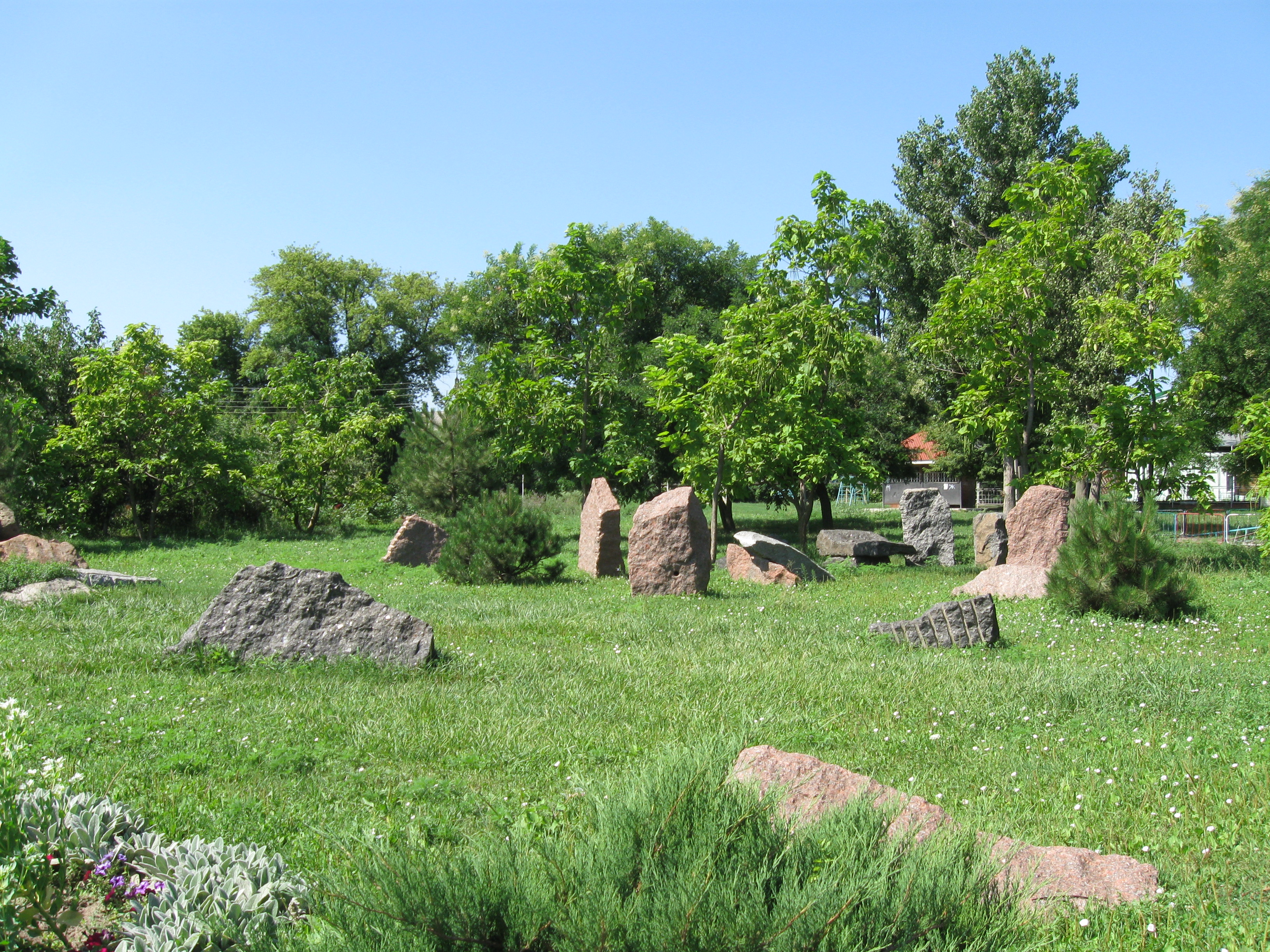

46°04′31″N 40°52′21″E / 46.07528°N 40.87250°E
白格利納區（俄语：Белоглинский район），是俄羅斯的一個區，位於該國西南部，由克拉斯諾達爾邊疆區負責管轄，面積1,470平方公里，2010年人口31,303，人口密度每平方公里21.29人。